# لاس كوينتانايلاس
بلدية لاس كوينتانايلاس (بالإسبانية: Las Quintanillas)‏, هي إحدى بلديات مقاطعة برغش, التي تقع في منطقة قشتالة وليون, والتي تقع في شمال غرب إسبانيا.
يبلغ عدد سكانها 371 نسمة وفقاً لإحصائية سنة (2002).